# Lijst van nummer 1-hits in de Nederlandse Top 40 in 2003
Deze hits stonden in 2003 op nummer 1 in de Nederlandse Top 40.
| Nummer | Datum        | Artiest                        | Titel                              |
| ------ | ------------ | ------------------------------ | ---------------------------------- |
| 580    | 4 januari    | Robbie Williams                | Feel                               |
| 581    | 11 januari   | Eminem                         | Lose yourself                      |
|        | 18 januari   | Eminem                         | Lose yourself                      |
|        | 25 januari   | Eminem                         | Lose yourself                      |
|        | 1 februari   | Eminem                         | Lose yourself                      |
| 582    | 8 februari   | Blue & Elton John              | Sorry seems to be the hardest word |
|        | 15 februari  | Blue & Elton John              | Sorry seems to be the hardest word |
|        | 22 februari  | Blue & Elton John              | Sorry seems to be the hardest word |
|        | 1 maart      | Blue & Elton John              | Sorry seems to be the hardest word |
|        | 8 maart      | Blue & Elton John              | Sorry seems to be the hardest word |
| 583    | 15 maart     | Gareth Gates                   | Anyone of us (stupid mistake)      |
|        | 22 maart     | Gareth Gates                   | Anyone of us (stupid mistake)      |
| 584    | 29 maart     | Jamai                          | Step right up                      |
|        | 5 april      | Jamai                          | Step right up                      |
|        | 12 april     | Jamai                          | Step right up                      |
|        | 19 april     | Jamai                          | Step right up                      |
|        | 26 april     | Jamai                          | Step right up                      |
|        | 3 mei        | Jamai                          | Step right up                      |
|        | 10 mei       | Jamai                          | Step right up                      |
| 585    | 17 mei       | Jim                            | Tell her                           |
|        | 24 mei       | Jim                            | Tell her                           |
|        | 31 mei       | Jim                            | Tell her                           |
| 586    | 7 juni       | Sean Paul                      | Get busy                           |
| 587    | 14 juni      | The Underdog Project & Sunclub | Summer jam 2003                    |
|        | 21 juni      | The Underdog Project & Sunclub | Summer jam 2003                    |
|        | 28 juni      | The Underdog Project & Sunclub | Summer jam 2003                    |
|        | 5 juli       | The Underdog Project & Sunclub | Summer jam 2003                    |
|        | 12 juli      | The Underdog Project & Sunclub | Summer jam 2003                    |
|        | 19 juli      | The Underdog Project & Sunclub | Summer jam 2003                    |
|        | 26 juli      | The Underdog Project & Sunclub | Summer jam 2003                    |
|        | 2 augustus   | The Underdog Project & Sunclub | Summer jam 2003                    |
|        | 9 augustus   | The Underdog Project & Sunclub | Summer jam 2003                    |
| 588    | 16 augustus  | Lumidee                        | Never leave you (Uh oooh, Uh oooh) |
|        | 23 augustus  | Lumidee                        | Never leave you (Uh oooh, Uh oooh) |
|        | 30 augustus  | Lumidee                        | Never leave you (Uh oooh, Uh oooh) |
|        | 6 september  | Lumidee                        | Never leave you (Uh oooh, Uh oooh) |
| 589    | 13 september | Outlandish                     | Aicha                              |
|        | 20 september | Outlandish                     | Aicha                              |
| 590    | 27 september | The Black Eyed Peas            | Where is the love?                 |
|        | 4 oktober    | The Black Eyed Peas            | Where is the love?                 |
| 591    | 11 oktober   | Nena & Kim Wilde               | Anyplace, anywhere, anytime        |
|        | 18 oktober   | Nena & Kim Wilde               | Anyplace, anywhere, anytime        |
|        | 25 oktober   | Nena & Kim Wilde               | Anyplace, anywhere, anytime        |
|        | 1 november   | Nena & Kim Wilde               | Anyplace, anywhere, anytime        |
|        | 8 november   | Nena & Kim Wilde               | Anyplace, anywhere, anytime        |
| 592    | 15 november  | Ch!pz                          | Cowboy                             |
|        | 22 november  | Ch!pz                          | Cowboy                             |
|        | 29 november  | Ch!pz                          | Cowboy                             |
| 593    | 6 december   | Frans Bauer                    | Heb je even voor mij               |
|        | 13 december  | Frans Bauer                    | Heb je even voor mij               |
| 594    | 20 december  | Marco Borsato                  | Afscheid nemen bestaat niet        |
|        | 27 december  | Marco Borsato                  | Afscheid nemen bestaat niet        |